# Nara Kollery
Nara Kollery, de son vrai nom Narayanin Valia Kollery, est un ingénieur du son français né le 14 décembre 1930 dans le Territoire de Pondichéry (à l'époque en France) et mort le 9 décembre 2015 à Paris 15e.

## Filmographie (sélection)
- 1973 : Je sais rien, mais je dirai tout de Pierre Richard
- 1973 : La Maman et la Putain de Jean Eustache
- 1974 : Mes petites amoureuses de Jean Eustache
- 1974 : Lacombe Lucien de Louis Malle
- 1975 : Chobizenesse de Jean Yanne
- 1975 : Black Moon de Louis Malle
- 1976 : L'Aile ou la Cuisse de Claude Zidi
- 1977 : Pourquoi pas ! de Coline Serreau
- 1978 : La Zizanie de Claude Zidi
- 1983 : La Mort de Mario Ricci de Claude Goretta
- 1983 : La Lune dans le caniveau de Jean-Jacques Beineix
- 1985 : Astérix et la Surprise de César de Gaëtan et Paul Brizzi

## Distinctions
Récompenses
- César du cinéma 1976 : César du meilleur son pour Black Moon